# فهرست فرودگاه‌های تووالو

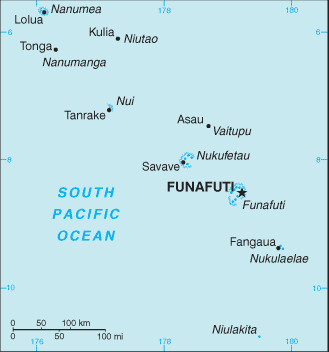
نقشهٔ تووالو

این مقاله شامل فهرست فرودگاه‌های تووالو است.

## فرودگاه‌ها
| مکان     | ایکائو | یاتا | نام فرودگاه                | مختصات                                                        |
| -------- | ------ | ---- | -------------------------- | ------------------------------------------------------------- |
| فونافوتی | NGFU   | FUN  | فرودگاه بین‌المللی فونافوتی | ۸°۳۱′۳۰″ جنوبی ۱۷۹°۱۱′۴۷″ شرقی / ۸٫۵۲۵۰۰°جنوبی ۱۷۹٫۱۹۶۳۹°شرقی |
| نانومئا  | NGFO   |      | Nanumea Airport            | ۵°۴۰′ جنوبی ۱۷۶°۰۷′ شرقی / ۵٫۶۶۷°جنوبی ۱۷۶٫۱۱۷°شرقی           |